# Mesoplus contrix
Mesoplus contrix är en fjärilsart som beskrevs av Hugo Theodor Christoph 1884. Mesoplus contrix ingår i släktet Mesoplus och familjen nattflyn. Inga underarter finns listade i Catalogue of Life.